# 진전초등학교 양촌분교
진전초등학교 양촌분교는 대한민국 경상남도 창원시 마산합포구 진전면 양촌리 390에 있었던 공립 초등학교이다.

## 연혁
- 1934년 4월 8일 진전공립보통학교 일암간이학교 인가
- 1943년 7월 20일 양촌국민학교 인가
- 1983년 3월 5일 병설유치원 인가
- 1999년 2월 19일 제51회 졸업식 (졸업생 총수 2,293명)
- 1999년 9월 1일 진전초등학교로 통합